# Pachydactylus capensis
Pachydactylus capensis es una especie de saurópsido escamoso del género Pachydactylus, familia Gekkonidae. Fue descrita científicamente por Smith en 1846.
Habita en Sudáfrica, Lesoto, Congo, República Democrática del Congo, Botsuana, Namibia, Zimbabue, Mozambique, Malaui y Zambia.